# 高野達男
高野達男（たかの たつお、1940年（昭和15年）? - 2005年（平成17年）8月22日）は日本の社会運動家、実業家。三菱樹脂事件の原告。株式会社ヒシテック（現三菱樹脂インフラテック株式会社）代表取締役社長、常勤顧問を歴任。

## 人物
1940年（昭和15年）頃に広島県で出生。
学生時代は学生運動に身を投じていたことがある。1963年（昭和38年）に東北大学法学部を卒業。
同年に三菱樹脂株式会社に入社するが、学生運動での活動歴を秘匿していたことを問題視され、経歴詐称を理由に本採用を拒否される。
採用拒否は被用者の思想・良心の自由を侵害するものとして法廷で会社と争った末、1976年（昭和51年）に東京高等裁判所で和解が成立し、現職に復帰する。以後、1999年（平成11年）まで三菱樹脂に勤務し、部長等を務めた。
1999年（平成11年）には三菱樹脂の100 ％出資である株式会社ヒシテックの代表取締役専務、2000年（平成12年）には同社代表取締役社長に就任し、2003年（平成15年）から2004年（平成16年）まで同社常勤顧問となった。
三菱樹脂事件の原告として、講演活動を行ったこともあるが、2005年（平成17年）8月22日、脳梗塞により宮城県川崎町の病院で死去。享年65歳。